# Jorge Reis-Sá
Jorge Reis-Sá (Vila Nova de Famalicão, 9 de abril de 1977) é um escritor e editor português. Licenciado em Biologia, foi entre 1999 e 2009 editor das Quasi Edições. Com o encerramento da editora em 2009, tornou-se no início de 2010 director editorial na Babel, responsável pela edição de livros infantis e pela chancela Verbo. É, desde 2013, consultor editorial, colaborando com diversas instituições e editoras.
Como escritor publicou vários livros de poemas e de narrativa, como os romances Todos os Dias (Publicações Dom Quixote, 2006) e A Definição do Amor (Guerra & Paz, 2015).
Colabora frequentemente com a imprensa, tendo sido cronista das revistas Sábado e LER.
Co-organizou com Rui Lage a antologia Poemas Portugueses (Porto Editora, 2009), uma panorâmica de oito séculos de poesia portuguesa. Venceu em 2023 o Grande Prémio do Conto Branquinho da Fonseca da Associação Portuguesa de Escritores com o livro A Hipótese de Gaia (A Casa dos Ceifeiros, 2022). Em 2024 reuniu a sua poesia em Prado do Repouso, também n'A Casa dos Ceifeiros, onde tem vindo a reeditar toda a sua obra. Com este livro, venceu o Prémio Literário Fundação Inês de Castro. Também nesse ano apresentou o programa 1000 Vezes Camões, emitido pela RTP3.

## Obras

### Poesia
- 1999 - À Memória das Pulgas da Areia
- 2000 - Quase e outros poemas De Querença
- 2000 - A Palavra no Cimo das Águas
- 2004 - Biologia do Homem
- 2006 - Livro de Estimação
- 2007 - Poema ao Filho
- 2008 - Vou para Casa
- 2009 - Teoria dos Conjuntos
- 2011 - Mulher Moderna
- 2013 - Instituto de Antropologia
- 2017 - Quase Outros Poemas
- 2020 - Pátio - Antologia [edição exclusiva no Brasil]
- 2024 - Prado do Repouso - Poesia Reunida

### Ficção
- 2004 - Por Ser Preciso
- 2004 - Equilíbrios Pontuados
- 2006 - Todos os Dias
- 2007 - Terra
- 2007 - O Dom
- 2015 - A Definição do Amor
- 2022 - A Hipótese de Gaia

### Não Ficção
- 2002 - Eu Quero é que Não me Chateiem
- 2003 - Dos Dias e dos Seus Pequenos Charcos
- 2008 - Os Esquilos de Long Island
- 2010 - Bem Bom / Mau Maria
- 2012 - Paulo Bento - um Retrato
- 2014 - Francisco, de Roma a Jerusalém (em colaboração com Henrique Cymerman)
- 2016 - Advento e Natal para Crentes e Não Crentes (em colaboração com Isabel Figueiredo)
- 2016 - A História do Vila Nova - 85 Anos do Futebol Clube de Famalicão
- 2017 - Livro do Galo - O Manual do Verdadeiro Português
- 2022 - Campo dos Bargos - O Futebol e a Recuperação Semanal da Infância

### Literatura Infantil
- 2005 - Tomé e o Poema
- 2018 - António Lobo Antunes, O Amor das Coisas Belas (Ou Pelo Menos Das Que Eu Considero Belas)
- 2019 - O Avô e o Gui Olham as Estrelas
- 2019 - O Avô e o Gui Viajam de Avião
- 2019 - Era uma vez o Fama
- 2019 - O Fama e os Cinco
- 2019 - O Avô e o Gui Visitam a Baleia
- 2019 - O Avô e o Gui Vibram no Estádio
- 2020 - David e Golias e o Perigo do Plástico
- 2020 - David e Golias Contra o Barulho
- 2020 - O Avô e o Gui Brincam na Praia
- 2020 - O Avô e o Gui Estragam a Cozinha
- 2021 - O Avô e o Gui Encontram o Diamante
- 2021 - O Avô e o Gui Limpam o Fóssil
- 2023 - O Sino da Minha Aldeia

### Organização de edições
- 1999 - Desde Sempre de Manuel Augusto Reis Sá
- 2000 - O Último Coração do Sonho de Al Berto
- 2001 - Anos 90 e Agora - Uma Antologia da Nova Poesia Portuguesa
- 2009 - Poemas Portugueses - Antologia de Poesia Portuguesa do Séc. XIII ao Séc. XXI (em colaboração com Rui Lage)
- 2018 - Alexandrina, Como Era de J. H. Santos Barros
- 2020 - Creio Que Foi o Sorriso - Uma Antologia por Jorge Reis-Sá
- 2023 - Todo o Alba de Sebastião Alba

## Prémios
- 2004 - Prémio Manuel Maria Barbosa du Bocage[2] com o livro Por Ser Preciso
- 2023 - Grande Prémio do Conto Branquinho da Fonseca da Associação Portuguesa de Escritores com o livro A Hipótese de Gaia
- 2025 - Prémio Literário Fundação Inês de Castro com o livro Prado do Repouso